# Hirokazu Tanaka
Hirokazu Tanaka (jap. 田中 宏和, Tanaka Hirokazu; * 13. Dezember 1957 in Kyōto) ist ein japanischer Videospiel-Komponist. Er ist bekannt für den Soundtrack einiger früher Nintendo-Spiele. Heute ist Tanaka Präsident von Nintendos Tochtergesellschaft Creatures, Inc.

## Leben
Hirokazu Tanaka hat in jungen Jahren klassische Musik erlernt. Wie Kōji Kondō, ein anderer japanischer Komponist, hatte aber ebenfalls die Rockmusik einen starken Einfluss auf ihn. 1980 bewarb er sich mit Erfolg bei Nintendo für einen Job im Bereich Tontechnik. Hier half er beispielsweise bei der Entwicklung der Audio-Hardware in der NES-Konsole mit. Genauso arbeitete er an einer Reihe von Spielen wie der Donkey-Kong-Serie und Metroid mit. Der Soundtrack vom letztgenannten Spiel ist eines seiner bekannten Werke.

## Soundtracks

### Videospiel-Soundtracks
- 1982: Mickey & Donald
- 1982: Donkey Kong 2
- 1983: Donkey Kong 3
- 1983: Pinball
- 1983: Mario’s Cement Factory
- 1983: Donkey Kong Jr.
- 1983: Snoopy
- 1983: Popeye
- 1983: Mario’s Bombs Away
- 1984: Spitball Sparky
- 1984: Wild Gunman
- 1984: Duck Hunt
- 1984: Hogan’s Alley
- 1984: Urban Champion
- 1984: Wrecking Crew
- 1985: Balloon Fight
- 1985: Stack-Up
- 1985: Gyromite
- 1986: Gumshoe
- 1986: Metroid
- 1986: Kid Icarus
- 1988: Famicom Wars
- 1989: Alleyway
- 1989: Baseball
- 1989: Super Mario Land
- 1989: Yakuman
- 1989: Tetris
- 1989: Mother (mit Keiichi Suzuki)
- 1989: Golf
- 1989: Knight Move
- 1990: Dr. Mario
- 1990: Barker Bill’s Trick Shooting
- 1990: Balloon Kid
- 1992: Hello Kitty World
- 1992: Mario Paint (mit Ryoji Yoshitomi und Kazumi Totaka)
- 1994: EarthBound (mit Keiichi Suzuki)
- 1995: Snoopy Concert (mit Minako Hamano)
- 1998: Game Boy Camera
- 2001: Chee-Chai Alien (mit Noriyuki Kitsuta)

### Andere
- 1990: Fire Emblem Character Theme
- 1992: Fire Emblem Gaiden
- Fire Emblem: Monshō no Nazo
- 2011: Play For Japan: The Album

Zwischen 1990 und 2011 komponierte Tanaka einige Tracks für die Animeserie Pokémon.